# Розумний світлофор
Розумні світлофори або інтелектуальні світлофори — це система контролю руху транспортних засобів, яка поєднує в собі традиційні світлофори з набором датчиків і штучним інтелектом для розумного маршрутизації транспортних засобів і пішоходів. Вони можуть стати частиною більшої інтелектуальної транспортної системи.

## Дослідження
Технологія розумних сигналів світлофора була розроблена в Університеті Карнегі-Меллона та використовується в пілотному проєкті в Піттсбурзі з метою зменшення викидів транспортних засобів у місті. На відміну від інших динамічних керуючих сигналів, які регулюють час і фазу світла відповідно до обмежень, встановлених у програмуванні контролера, ця система поєднує в собі існуючу технологію зі штучним інтелектом.
Сигнали взаємодіють один з одним і адаптуються до мінливих умов дорожнього руху, щоб скоротити час простою автомобілів. Використовуючи волоконно-оптичні відеоприймачі, подібні до тих, які вже використовуються в системах динамічного керування, нова технологія контролює номери транспортних засобів і вносить зміни в режимі реального часу, щоб уникнути заторів, де це можливо. Початкові результати пілотного дослідження обнадійливі: кількість часу, який автомобілісти витрачали на холосте світло, скоротилася на 40 %, а час у дорозі містом скоротився на 25 %.

## Можливі переваги
Компанії, що займаються розробкою інтелектуальних систем управління дорожнім рухом, включають BMW і Siemens, які представили свою систему мережевих ліхтарів у 2010 році. Ця система працює з технологією запобігання холостому ходу, якою оснащено багато автомобілів, щоб попередити їх про загрозу зміни світла. Це повинно допомогти автомобілям, які мають системи запобігання холостому ходу, використовувати їх більш розумно, а інформація, яку мережі отримують від автомобілів, повинна допомогти їм регулювати легкий час циклу, щоб зробити їх ефективнішими.
Новий патент, оприлюднений 1 березня 2016 року Джоном Ф. Хартом-молодшим, стосується «розумної» системи керування дорожнім рухом, яка «бачить» рух транспорту, що наближається до перехресть, і реагує відповідно до того, що потрібно, щоб максимально ефективно підтримувати потік транспортних засобів. Передбачаючи потреби транспортних засобів, що наближаються, а не реагуючи на них після того, як вони прибудуть і зупиняться, ця система має потенціал заощадити час автомобіліста, скорочуючи шкідливі викиди.
Румунські та американські дослідницькі групи вважають, що час, витрачений водіями на очікування зміни світла, можна було б скоротити більш ніж на 28 % завдяки введенню розумних світлофорів, а викиди CO2 можна було б скоротити на цілих 6,5 %.
Основне використання розумних світлофорів може бути частиною систем громадського транспорту. Сигнали можна налаштувати так, щоб вони відчували наближення автобусів чи трамваїв і змінювали сигнали на їхню користь, таким чином підвищуючи швидкість і ефективність екологічних видів транспорту.

## Перешкоди для широкого впровадження
Основним каменем спотикання на шляху широкого впровадження таких систем є той факт, що більшість транспортних засобів на дорозі не можуть спілкуватися з комп'ютерними системами, які міська влада використовує для керування світлофорами. Однак у дослідженні в окрузі Гарріс, штат Техас, про яке згадувалося вище, використовується проста система, заснована на сигналах, отриманих від мобільних телефонів водіїв, і було виявлено, що навіть якщо лише кілька водіїв увімкнули свій телефон, система все одно може для отримання достовірних даних про щільність трафіку. Це означає, що впровадження розумних світлофорів у всьому світі може розпочатися, як тільки розумна меншість транспортних засобів буде оснащена технологією для зв'язку з комп'ютерами, які контролюють сигнали, замість того, щоб чекати, поки більшість автомобілів отримають таку технологію. технології[джерело?].

## Перший дослід
У липні 2019 року в Університеті Калабрії (Unical) команда дослідників, які працюють для Unical та інноваційного Start Up SOMOS, провела перший експеримент зі світлофором, який регулюється на 100 % «підключеними» транспортними засобами, за допомогою звичайних комерційних смартфонів.
У Сполученому Королівстві у 2011 році у Свіндоні випробували світлофори, які змінювалися на червоні, коли відчували, що водій наближається, їде занадто швидко щоб перевірити, чи вони більш ефективні для зменшення кількості аварій на дорозі, ніж швидкість камери, які передували їм і які були вилучені згідно з рішенням ради у 2008 році. Ці вогні більше зосереджені на заохоченні автомобілістів дотримуватись закону, але якщо вони виявляться успішними, вони можуть прокласти шлях для впровадження більш складних систем у Великобританії.

## Попередні дослідження
На додаток до висновків румунських і американських дослідників, згаданих вище, вчені з Дрездена, Німеччина, дійшли висновку[коли?] що розумні світлофори можуть ефективніше справлятися зі своїм завданням без людського інтерфейсу.